# Малий Туриш
Малий Тури́ш (рос. Малый Турыш) — присілок у складі Красноуфімського міського округу (Натальїнськ) Свердловської області.
Населення — 69 осіб (2010, 90 у 2002).
Національний склад станом на 2002 рік: татари — 96 %.